# Horní Paseka
Horní Paseka (en allemand : Ober Paseka) est une commune du district de Havlíčkův Brod, dans la région de Vysočina, en Tchéquie. Sa population s'élevait à 69 habitants en 2020.

## Géographie
Horní Paseka se trouve à 8 km au sud de Ledeč nad Sázavou, à 21 km à l'est de Havlíčkův Brod, à 34 km au nord-est de Jihlava et à 79 km au sud-est de Prague.
La commune est limitée par Kožlí, Kamenná Lhota et Kouty au nord, par Dolní Město à l'est, par Kaliště et Hojanovice au sud, et par Ježov, Snět et Šetějovice à l'ouest.

## Histoire
La première mention écrite de la localité date de 1265.